# 阿尔弗雷德·迪金
艾爾弗雷德·迪金（英語：Alfred Deakin，1856年8月3日—1919年10月7日）19世紀末至20世紀初的澳大利亞政治家，為第2任澳洲總理，曾3次出任此職。迪金是推行澳洲聯邦化的領袖。在19世纪晚期，他领导了维多利亚殖民地的自由化改革并且支持工人的产业改革。他同样在澳大利亚的农业灌溉领域做出了巨大贡献。現今位於墨爾本的迪肯大学（Deakin University）就是以他的名字命名的。

## 生平

### 早期生涯
艾爾弗雷德·迪金雙親皆是英國移民。父親叫威廉·迪金（William Deakin），母親薩拉·比爾（Sarah Bill）之父是英格蘭什羅普郡農夫。他的学生生涯都在墨尔本度过。在1871年，他开始在墨尔本大学就读法律的夜校，并同时兼职学校教师及私人老师。1877年迪金大学毕业后，找到了一份大律師的工作。但在3年后，换了工作，改做《领袖》（The Leader）杂志的编辑。就在这段时期，迪金逐渐开始抛弃原来的自由贸易信念，而支持保护主义。
迪金出生在墨尔本市的菲茨罗伊乔治街90号，四岁时开始在一所最初位于奇立顿学校念书，之后搬到了南Yarra街区。1864年他在墨尔本英国教会文法学校正式开始了学生生涯，但是直到最后几年才努力读书，这时候他深受J. H. Thompson和该校校长John Edward Bromby的影响，他们的演讲风格被迪金所欣赏和汲取。1871年，他以优异的成绩毕业，在代数、（欧几里德）几何学、历史、英语和拉丁文方面成绩卓著。他开始在墨尔本大学上夜校学习法律，同时作为辅导导师和学校的老师。同时，他也勤于参加学校辩论社团广泛涉猎阅读、写作，并且成了一名坚定的唯心主义者，还担任了维多利亚唯心主义者联盟的主席。

### 政治生涯
1901年，澳大利亚各州联合成立了联邦政府。1903年，当澳大利亚第一任总理埃德蒙·巴顿辞职后，他推荐迪金为他的继任者。当新政府试图为新澳大利亚未来的框架打下一个良好的基础时，迪金面临很多挑战。在联邦政府成立初期，大多数政界人士基本上都属于3个政治团体：保护贸易党、自由贸易党和工党。在1903年的大选中，迪金所代表的保护贸易党在议会赢得了比其他两党都多的议席。同时，由于一些工党成员的支持，迪金才得以当选总理。几个月后工党不再给他支持，迪金被迫辞职。
1905年，他第二次担任总理，继续依赖工党的支持。任期内，澳大利亚的经济健康发展，并走出经济危机和长期干旱的影响。但是经济的发展却带来物价上涨，以及1906-1907年的一系列罢工。他的澳大利亚自制农业机械的国内货物关税法和海关关税法也引发争议。1908年，工党又一次放弃了对他的支持。在他任期的最后几年，澳大利亚首次实行了老年和疾病救济金制度，确定了澳大利亚永久首都堪培拉的地位，并广泛讨论工人最低工资。
1909年，他联合保护贸易党和自由贸易党成立了統一澳洲黨。5月底，統一澳洲黨不再支持工党政府，他第三次担任总理。任内通过了健康男性强制军事训练的立法。1910年后下野，担任议会议员，任至1913年。

## 相片集

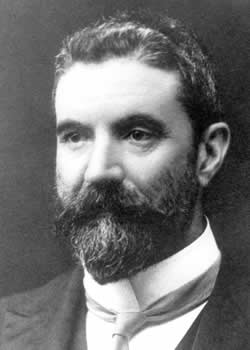
1901年的迪金
迪金（居右）与埃德蒙·巴顿
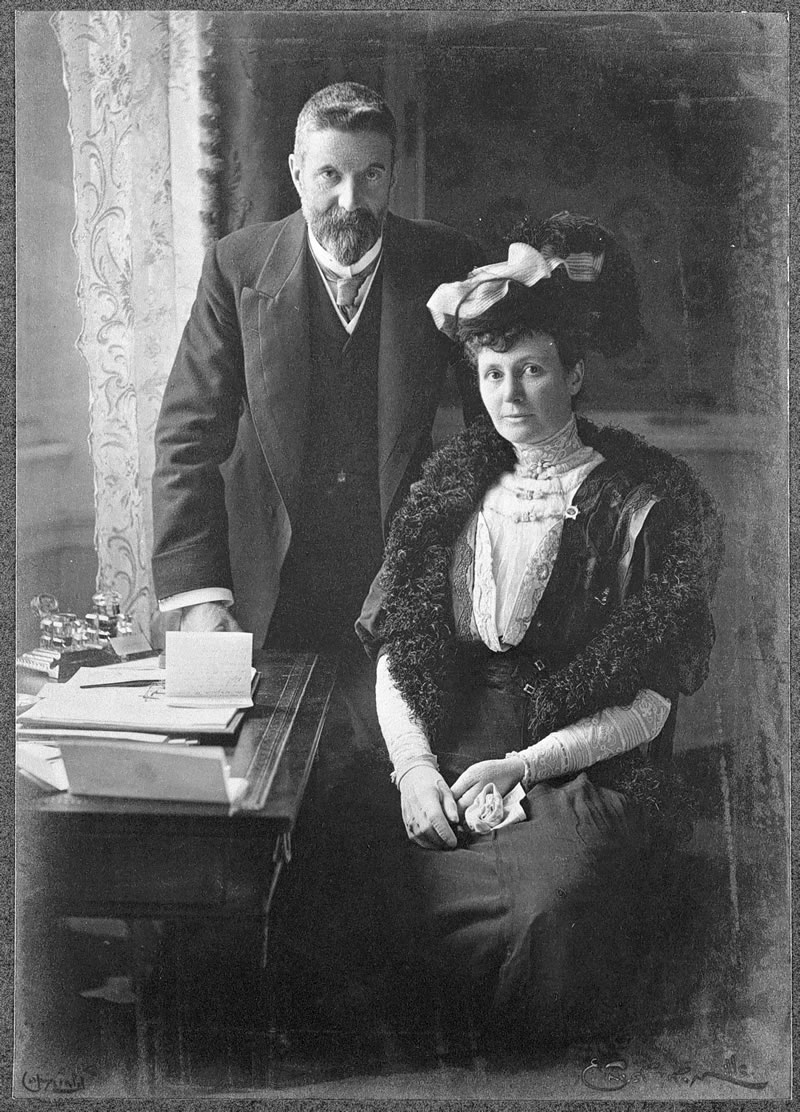
迪金与其妻子派蒂（Pattie）
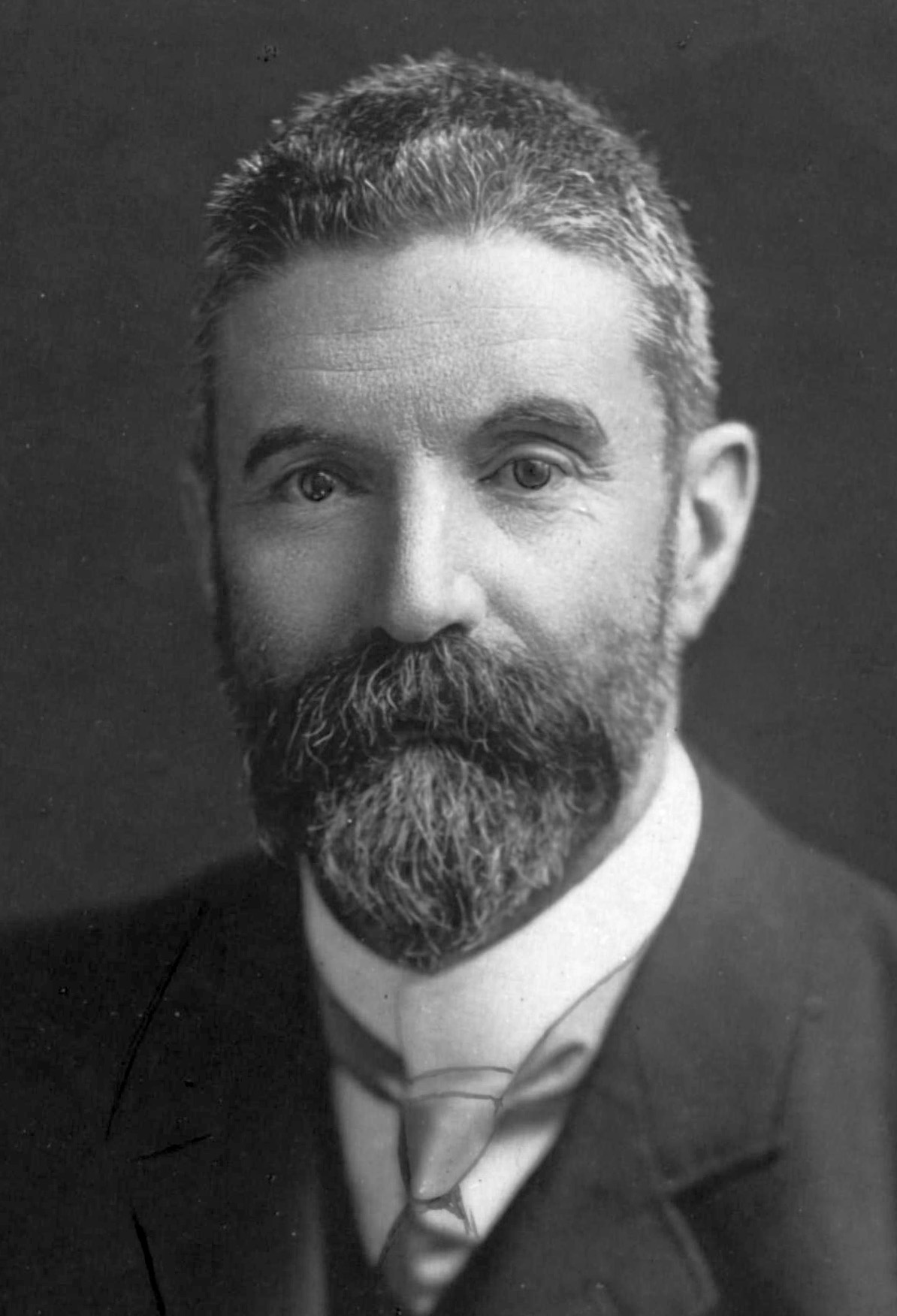
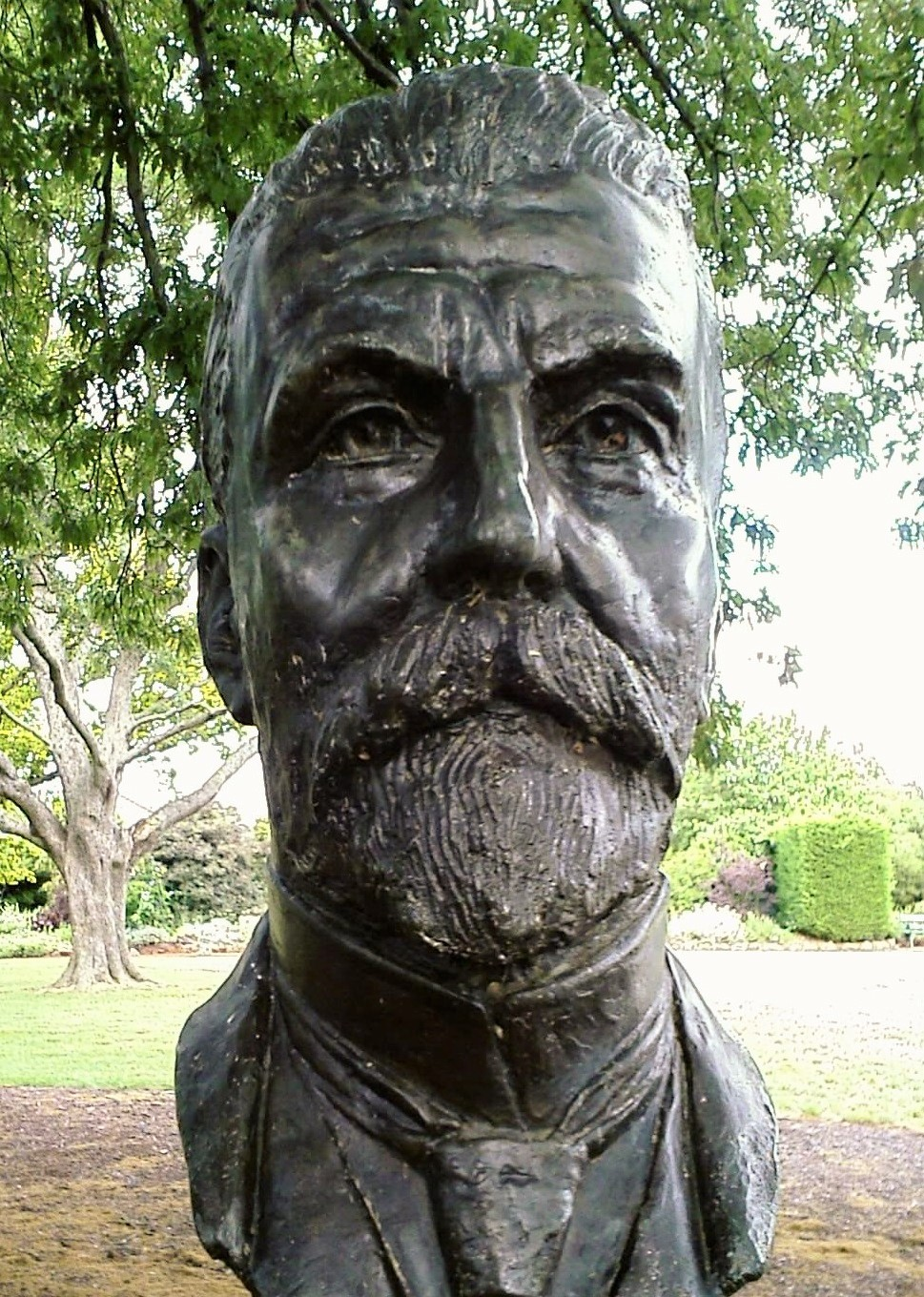

## 外部連結
- 澳洲總理概覽：迪金